# Xã Homer, Quận Stutsman, Bắc Dakota
Xã Homer (tiếng Anh: Homer Township) là một xã thuộc quận Stutsman, tiểu bang Bắc Dakota, Hoa Kỳ. Năm 2010, dân số của xã này là 289 người.